# Gullåkraluren
Gullåkraluren är en bronslur från mellersta bronsåldern som påträffades i Gullåkra mosse i Brågarps socken i Skåne. Den är utställd på Historiska museet i Lund. 
Gullåkraluren är ett av de äldsta metallinstrumenten i Norden, är halvcirkelformad och cirka en meter lång. Luren har burits i en kedja runt halsen eller över axeln och till den tillhör ett fodral i näver. 